# حسن خريشة
حسن عبد الفتاح عبد الحليم خريشة (ولد في 20 مارس 1955 في طولكرم) سياسي وبرلماني فلسطيني، يشغل منصب نائب رئيس المجلس التشريعي الفلسطيني، وكان قد شغل سابقًا منصب رئيس المجلس التشريعي الفلسطيني، ويُعرف بمواقفه الرّافضة لنهج المفاوضات الإسرائيلية الفلسطينية، وكذلك كشفه لملفات الفساد، وهو شخصية سياسية فلسطينية مستقلة تحظى بتأييد حركتي فتح وحماس.

## نشأته وتحصيله العلمي
ولد حسن عبد الفتاح عبد الحليم خريشة في مدينة طولكرم بالضفة الغربية بتاريخ 20 مارس 1955، وهو الابن الخامس لأسرة مكوّنة من سبعة إخوة. تلقى تعليمه الابتدائي والإعدادي والثانوي في مدارس مدينته طولكرم، وأنهى الثانوية العامة عام 1967 من المدرسة الفاضلية الثانوية العريقة بالمدينة. حصل عام 1980 على درجة البكالوريوس في الطب من جامعة الملك إدوارد في باكستان، ثم على درجة الماجستير في تخصص التوليد والأمراض النسائية من كلية ترينتي في إيرلندا عام 1983. يكنى خريشة بـ«أبو رفيق».[بحاجة لمصدر]

## حياته العملية
عاد إلى فلسطين عام 1980 وعمل طبيبًا في مستشفى المطّلع في القدس لغاية 1982، ثم عمل طبيبًا في مستشفى الزّرقاء الوطني بالأردن حيث كان ممنوعًا من العمل في المستشفيات الحكوميّة، وتمّ اعتقاله في الأردنْ في أواسط عام 1983 ليتمّ إبعاده إلى الأراضي الفلسطينية وانتقاله إلى سجن نابلس المركزي، خرج من سجون إسرائيل بداية عام 1986، تزوّج في هذه الفترة منْ طبيبة أسنان من مدينة طولكرم، ولم يطل الوقت حتى اندلعت الانتفاضة الأولى عام 1987 ومارس حسن خريشة دوره في معالجة جرحى الانتفاضة في مخيّمات المدينة والقرى المجاورة ليتمّ اعتقاله مرّةً أخرى عام 1988 وخرج مع بداية عام 1990 واستمرّ بعمله كطبيب متنقّلٍ بيِْن القرى المختلفة، وبنفس الوقت كان متابعًا لنشاطات تنظيميّة.[بحاجة لمصدر]
عند قدوم لسّلطة الفلسطينيّة عمل حسن خريشة في مستشفى رام الله الحكوميّ ثمّ في مستشفى أريحا، ولمْ يدم الحال طويلاً حيث كان هناك تحضير للانتخابات التشريعيّة الفلسطينيّة، فتقدّم باستقالته من وزارة الصحّة لترشيح نفسه لانتخابات المجلس التشريعيّ الفلسطيني.[بحاجة لمصدر]

## فوزه بانتخابات المجلس التشريعي الأول 1996
اُنتخب عضوًا في المجلس التشريعي الفلسطيني بعد الانتخابات العامة الفلسطينية عام 1996 حيث حصل على 8,154 صوتًا في دائرة محافظة طولكرم.
رشح حسن خريشة نفسه لانتخابات المجلس التشريعي الفلسطيني عام 1996، وكان برنامجه الانتخابي يركّز على القضايا الحياتيّة اليوميّة والهموم العامّة للمواطن الفلسطينيّ، وتبنّى عدداً من قضايا الفقراء والعمّال والفلاّحين والقرى المهمّشة وتحديداً قرية الحفاصي، ليفوز بانتخابات المجلس عن محافظة طولكرم.[بحاجة لمصدر]
تولّى حسن خريشة رئاسة لجنة الرقّابة وحقوق الإنسان في المجلس التشريعي، وكان عضواً في اللّجنة السياسيّة في المجلس، ورئيسًا لعدد من لجان التحقيق كملف المعلّمين وبنك فلسطين الدولي، وملف الإسمنت المصري، وملف الطحين، وأيضًا لجنة التحقيق البرلمانيّة في ملف الفساد في السّلطة، ورئيسًا للجان التحقيق الخاصّة بموضوع الحريّات العامّة والمعتقلين السياسيّين، والمتوفّون داخل سجون السّلطة.[بحاجة لمصدر]
حققّ حسن خريشة نجاحًا يحسب له وللمواطنين المشاركين في التصدّي لمشروع الكسّارات المنوي إقامتها من قبل جنرالات الاحتلال الإسرائيليّ المتقاعدين وشركاتهم بالشّراكة مع بعض الفلسطينيين، وأيضًا إفشال مشروع الكسّارات الآخر ما بين جيّوس وكفر جمّال باعتباره مشروع إسرائيلي فيه بعض الأسماء العربيّة، وتصدّى وزملائه في المجلس لاستخدام منطقه عزون ومكب نفايات جيوس للمواد السامّة التي رماها الإسرائيليون هناك.[بحاجة لمصدر]
وعلى الصّعيد الشعبي جمع حسن خريشة تواقيع أكثر من سته الآف مواطن في مدينة طولكرم مطالبًا بالإبقاء على حلمي حنون رئيساً لبلدية طولكرم، باعتباره منتخبًا ولديه النّصاب الكامل لتسيير البلديّة، وذلك رفضاً لسياسة التعيين التي استخدمت من أجل استبدال رؤساء البلديّات بعيداً عن شرعيّات البعضْ، وكانت أوّل مرّة يتم فيها تسيير مظاهرة حاشدة ضدّ هذا التوجّه، وكذلك أوّل مرّة يتمّ فيها استجواب وزير في السّلطة من قبل المجلس التشريعي حيث كان صائب عريقات وزير الحكم المحلي في تلك المرحلة.[بحاجة لمصدر]
يشغل خريشة منذ 10 مارس 2004 منصب نائب رئيس المجلس التشريعي الفلسطيني؛ إذ انتخب يومها أعضاء المجلس التشريعي كل من روحي فتوح رئيسًا للمجلس التشريعي خلفًا لرفيق النتشة، كما انتخب حسن خريشة نائبًا لرئيس المجلس التشريعي، ورغم كون خريشة مرشحًا مستقلًا إلا أنه تغلب على مرشح حركة فتح لهذا المنصب؛ حيث صوت نواب حركة فتح ونواب باقي الأحزاب لخريشة.

## توليه منصب رئيس المجلس التشريعي الفلسطيني
تولى حسن خريشة منصب رئيس المجلس التشريعي الفلسطيني بتاريخ 11 نوفمبر 2004، وذلك عقب وفاة الرئيس الفلسطيني ياسر عرفات، وقام بتنصيب رئيس المجلس التشريعي روحي فتوح رئيسًا مؤقّتًا للسّلطة لمدّة ستّين يومًا للتحضير للانتخابات الرئاسيّة.

## ترشحه لانتخابات الرئاسة الفلسطينية 2005
رشّحه زملائه وبشكل رسميّ لانتخابات الرئاسة الفلسطينية عام 2005، وعليه أعلن رئيس المجلس التشريعي حسن خريشة في 2 ديسمبر 2004 ترشحه للانتخابات الرئاسية، خلال مؤتمر صحفي عقده بهذا الخصوص، لكنه أعلن في 8 ديسمبر 2004 عن انسحابه من سباق الرئاسة وذلك لاعتبارات سياسيّة ووطنيّة وشخصيّة.
وفي 15 يناير 2005 أدى الرئيس الفلسطيني المنتخب محمود عبّاس اليمين الدستورية أمام رئيس المجلس التشريعي الفلسطيني حسن خريشة، بحضور روحي فتوح رئيس السلطة الوطنية الفلسطينية. وبذلك جرت عملية نقل وتسلّيم رئاسة السلطة الفلسطينيّة للرئيس الفلسطيني المنتخب، وعاد روحي فتوح رئيسًا للمجلس التشريعي الفلسطيني، وخريشة نائبًا لرئيس المجلس.

## فوزه بانتخابات المجلس التشريعي الثاني 2006
شارك حسن خريشة مرة أخرى في انتخابات المجلس التشريعي الفلسطيني، حيث انتخب وفاز للمرّة الثّانية نائبًا مستقلاً عن محافظة طولكرم وذلك عام 2006. وتولى مجددًا منصب نائب رئيس المجلس التشريعي، وترأّس الحملة الشعبيّة للمصالحة الوطنيّة، وسلّم المقترحات الخاصة بالمصالحة لكلّ من قيادات حماس وفتح، وتقدّم باستقالته من هيئة مكتب الرّئاسة وذلك عبر مؤتمر صحفيّ بث بشكل مباشر قال فيه أنّه نتيجة الفشل في جمع طرفي الانقسام لانعقاد جلسات المجلس التشريعي.[بحاجة لمصدر]

## مناصب أخرى
- عضو المجلس الوطني الفلسطيني في منظمة التحرير الفلسطينيّة.[16][17]
- عضو المجلس المركزي الفلسطيني في منظمة التحرير الفلسطينيّة.[18]
- عضو كتله التحالف الديمقراطي في المجلس التشريعي الأول.[19]
- عضو اللجنة التنفيذية لرابطة البرلمانيّين الدوليّين المدافعين عن القضية الفلسطينية ومقرّها بيروت.
- نائب رئيس اللجنة السياسيّة في الجمعيّة البرلمانيّة الأورومتوسطيّة.
- رئيس لجنة الرقّابة وحقوق الإنسان في المجلس التشريعي.
- رئيس لجان التحقيق في المجلس التشريعي.
- مؤسس وأمين عام «حركة وطن»،[20] وهي حركة سياسيّة مسجلة كهيئة حزبيّة، تضمّ عدد من السياسيين والنوّاب السّابقين بكتلة التحالف الدّيمقراطي، وقد شاركت هذه الحركة بالانتخابات المحليّة الفلسطينية في عدد من المواقع، وفازت في بعض منها بأعضاء مجالس محلية.

## منعه من السفر
منعته إسرائيل من السفر خارج فلسطين خلال فترة (2008-2016).[بحاجة لمصدر]

## محاولة اغتياله وردود الفعل

### محاولة الاغتيال
استيقظت فلسطين صبيحة يوم 4 سبتمبر 2014 على نبأ محاولة اغتيال حسن خريشة؛ حيث قامت مجموعة مسلحة بإطلاق النّار صوب سيّارته بعد خروجه من منزله في مدينة طولكرم. أصابت أربع رصاصات السيّارة وهو يقودها على بعد أمتار قليلة من منزل رئيس الوزراء رامي الحمد الله بمدينة طولكرم؛ إذ يقع منزل خريشة بجوار منزل رامي الحمد الله بالمدينة.
قال خريشة عقب محاولة اغتياله: «إن صوتنا سيبقى قويّا لأنه يمثّل صوت الحق والحقيقة وأن ما فعلوه وما سيفعلوه لن يخيفنا أبداً ونحن سنبقى في ذاكرة الشّعب وهم إلى مزبلة التّاريخ مع أسيادهم ومعلّميهم من الخونة».

### ردود الفعل
- أمر الرئيس الفلسطيني محمود عباس بتشكيل لجنة تحقيق بالحادثة على الفور.[28]

- أدانت حركة حماس الهجوم، وقالت إن هذا انفلاتًا أمنيًا، ودعت الحركة إلى اعتقال المسؤولين عن الهجوم وتقديمهم للمحاكمة.[29]

- أدانت حركة المبادرة الوطنية الفلسطينية الحادثة، واعتبرت الحركة أن هذا الأمر اعتداءً خطيرًا يتطلب التوقف عنده بمسؤولية، وطالبت الحركة بضرورة متابعة الحادث والكشف عن الجناة و محاسبتهم وفق القانون.[30]

- استنكر حزب الشعب الفلسطيني الحادثة، وطالب الحزب الأجهزة الأمنية بالتحرك السريع للكشف عن الجناة وتقديمهم للمحاكمة فورًا، وضرورة تأمين الحماية اللازمة لخريشة.[31][32]

- أدانت الجبهة الشعبية لتحرير فلسطين الحادثة.[29]
- أدانت الجبهة الديمقراطية لتحرير فلسطين الحادثة.[29]
- استهجنت حركة الأحرار الفلسطينية إطلاق النار، واعتبرت الحركة أن ما جرى هو اعتداءً صارخًا على رمز من رموز الشرعية الفلسطينية، باعتبار خريشة نائب رئيس الشرعية الفلسطينية، ودعت الحركة حكومة الحمد الله بالعمل على كشف الفاعلين وتقديمهم للعدالة.[33]

- أدانت جبهة النضال الشعبي الفلسطيني الحادثة.[34]
- أدان الاتحاد الديمقراطي الفلسطيني (فدا) الحادثة.[34]
- أدانت جبهة التحرير الفلسطينية الحادث، ودعت لجنة التحقيق التي شكلها الرئيس إلى البدء فورًا بكشف الجناة وتقديمهم للقضاء بأسرع وقت.[35]

- استنكرت الهيئة المستقلة لحقوق الإنسان إطلاق النار، ودعت الهيئة الجهات الرسمية للتعامل بجدية عالية مع هذا الاعتداء، وفتح تحقيق فوري للكشف عن المتورطين وتقديمهم للمحاكمة، ونشر نتائج التحقيق.[36]

- أدان المركز الفلسطيني لحقوق الإنسان الحادثة.[35]

## حراك سياسي لانتخابه رئيسًا للمجلس التشريعي 2018
في يوليو 2018، توافق نواب حركة حماس، وهم ثلثا نواب المجلس التشريعي الثاني، إلى جانب عدد من نواب حركة فتح على انتخاب حسن خريشة رئيسًا للمجلس التشريعي، إلا أنه تم حل المجلس التشريعي كاملًا في ديسمبر 2018 بقرار من رئيس المحكمة الدستورية العليا محمد الحاج قاسم.

## وصلات خارجية
- على يوتيوب: محاولة اغتيال حسن خريشة أثناء خروجه من منزله في مدينة طولكرم، 4 سبتمبر 2014.